# Quadrifolium

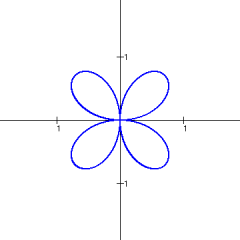
Quadrifolium (geroteerd over 45°).

Het quadrifolium is een wiskundige kromme met de volgende vergelijking in Cartesiaanse coördinaten:
{\displaystyle (x^{2}+y^{2})^{3}=(x^{2}-y^{2})^{2}\,}
De poolcoördinaten voor de kromme zijn
{\displaystyle r=a\cos(2\theta )\,}
Quadrifolium betekent letterlijk vier bladeren in het Latijn, wat verwijst naar de typische bloemvorm van de kromme. Het is een kromme met genus 0.

## Geroteerd quadrifolium
Bij rotatie over 45° verkrijgt men
{\displaystyle r=a\sin(2\theta )\,}
met als corresponderende Cartesiaanse coördinaten:
{\displaystyle (x^{2}+y^{2})^{3}=4x^{2}y^{2}\,}

## Oppervlakte
De oppervlakte binnen de kromme wordt gegeven door:
{\displaystyle A={\frac {1}{2}}\int _{0}^{2\pi }[a\sin(2\theta )]^{2}\,{\rm {d}}\theta }
oftewel:
{\displaystyle A={\frac {1}{2}}\pi a^{2}}
Indien a = 1, dan bedraagt de oppervlakte:
{\displaystyle A={\frac {1}{2}}\pi }

## Booglengte
De booglengte van het quadrifolium bedraagt:
{\displaystyle S=8aE\left({\frac {1}{2}}{\sqrt {3}}\right)\approx 9,6884a}
met E(k) de elliptische integraal van de tweede soort.